# Prêmio Stefan Banach
O Prêmio Stefan Banach (em polonês: nagroda im. Stefana Banacha) é um prêmio de matemática concedido pela Sociedade Matemática Polonesa em memória de Stefan Banach. É concedido anualmente com algumas interrupções desde 1946, no primeiro ano após a morte de Stefan Banach.
Em 2008 o prêmio foi ampliado (em colaboração com a empresa de telecomunicações polonesa Ericpol Telecom) para o Prêmio Internacional Stefan Banach. O prêmio reconhece teses matemáticas de destaque nos países do Leste Europeu, dotado com 25.000 PLN (situação em 2014).

## Recipientes do Prêmio Stefan Banach
- 1946 Hugo Steinhaus e Wacław Sierpiński
- 1947 Mieczysław Biernacki
- 1948 Władysław Orlicz
- 1949 Stanisław Mazur
- 1950 Jan Mikusiński
- 1951 Adam Bielecki
- 1952 Andrzej Alexiewicz
- 1953 Stanisław Hartman
- 1954 Tadeusz Leżański
- 1955 Witold Wolibner
- 1956 Zofia Szmydt
- 1957 Andrzej Grzegorczyk
- 1958 Mieczysław Altman
- 1959 Józef Meder
- 1960 Krzysztof Maurin
- 1961 Czesław Bessaga e Aleksander Pełczyński
- 1962 Edward Sąsiada
- 1963 Bogdan Bojarski
- 1964 Zbigniew Ciesielski
- 1965 Jan Mycielski
- 1966 Włodzimierz Mlak
- 1967 Wiesław Żelazko
- 1968 Władysław Narkiewicz
- 1969 Danuta Przeworska-Rolewicz e Stefan Rolewicz
- 1970 Roman Duda
- 1971 Stanisław Kwapień
- 1972 Andrzej Pelczar
- 1973 Adam Henryk Toruńczyk
- 1974 Leszek Pacholski
- 1976 Tadeusz Figiel
- 1977 Lech Drewnowski
- 1979 Przemysław Wojtaszczyk
- 1982 Lech Maligranda
- 1983 Tomasz Byczkowski
- 1984 Marek Bożejko
- 1985 Wojciech Banaszczak
- 1986 Henryk Hudzik
- 1987 Jarosław Zemanek
- 1988 Adam Paszkiewicz
- 1990 Marek Lassak
- 1991 Paweł Domański
- 1992 Marek Nawrocki
- 1993 Ryszard Szwarc
- 1997 Mariusz Lemańczyk
- 2001 Mieczysław Mastyło
- 2002 Rafał Latała e Krzysztof Oleszkiewicz
- 2003 Jerzy Jezierski e Wacław Marzantowicz
- 2007 Grzegorz Świątek
- 2008 Lech Tadeusz Januszkiewicz
- 2009 Tomasz Downarowicz
- 2010 Adam Paszkiewicz
- 2011 Tomasz Komorowski
- 2012 Jacek Świątkowski
- 2013 Henryk Woźniakowski
- 2014 Krzysztof Frączek
- 2015 Jan Okniński
- 2016 Adrian Langer
- 2017 Krzysztof Bogdan

## Recipientes do Prêmio Internacional Stefan Banach (desde 2008)
- 2008 Tomasz Elsner
- 2010 Jakub Gismatullin
- 2011 Łukasz Pańkowski
- 2012 Andras Mathe
- 2013 Marcin Pilipczuk
- 2014 Dan Petersen
- 2015 Joonas Ilmavirta
- 2016 Adam Kanigowski[1]
- 2017 Anna Szymusiak[2]